# Carcinops cavisternum
Carcinops cavisternum är en skalbaggsart som beskrevs av Lewis 1888. Carcinops cavisternum ingår i släktet Carcinops och familjen stumpbaggar. Inga underarter finns listade i Catalogue of Life.